# Taliesin West
Taliesin West fue la casa de invierno y la escuela del arquitecto Frank Lloyd Wright en el desierto desde 1937 hasta su muerte en 1959 a la edad de 91 años. Hoy es la sede de la Fundación Frank Lloyd Wright.
Abierto al público para recorridos, Taliesin West está ubicado en Frank Lloyd Wright Boulevard en Scottsdale, en el estado de Arizona (Estados Unidos). El complejo tomó su nombre de la casa de Wright, Taliesin, en Spring Green, en el estado de Wisconsin.

## Historia
Wright y la Taliesin Fellowship comenzaron a "migrar" a Arizona cada invierno en 1935 para escapar de los duros inviernos de Wisconsin por la salud de Wright por consejo de su médico. En 1937, Wright compró la parcela de tierra desértica que pronto se convertiría en Taliesin West. Pagó 3,50 dólares por acre en una ladera sur de McDowell Range con vista a Paradise Valley en las afueras de Scottsdale".
Wright creía que este era el lugar perfecto para un edificio de este tipo: un lugar de residencia, un lugar de trabajo y un lugar para aprender. Wright lo describió así: "Finalmente me enteré de un sitio a veintiséis millas de Phoenix, a través del desierto del vasto Paradise Valley. Subimos a una gran meseta en las montañas. En la meseta justo debajo de McDowell Peak nos detuvimos, giramos, y miró a su alrededor. La cima del mundo".
Se necesitó una inversión de más de 10 000 dólares para cavar un pozo lo suficientemente profundo como para proporcionar suficiente agua para el campus. En los inviernos iniciales, Wright y sus estudiantes vivían en tiendas de campaña mientras construían las primeras estructuras, principalmente a mano utilizando tanto material local como fuera posible (rocas, piedra y arena). El diseño de los edificios complementó el paisaje natural del desierto de Sonora del sitio.
Cuando Wright y su familia llegaron, encontraron petroglifos de nativos americanos entre las rocas.

## Diseño

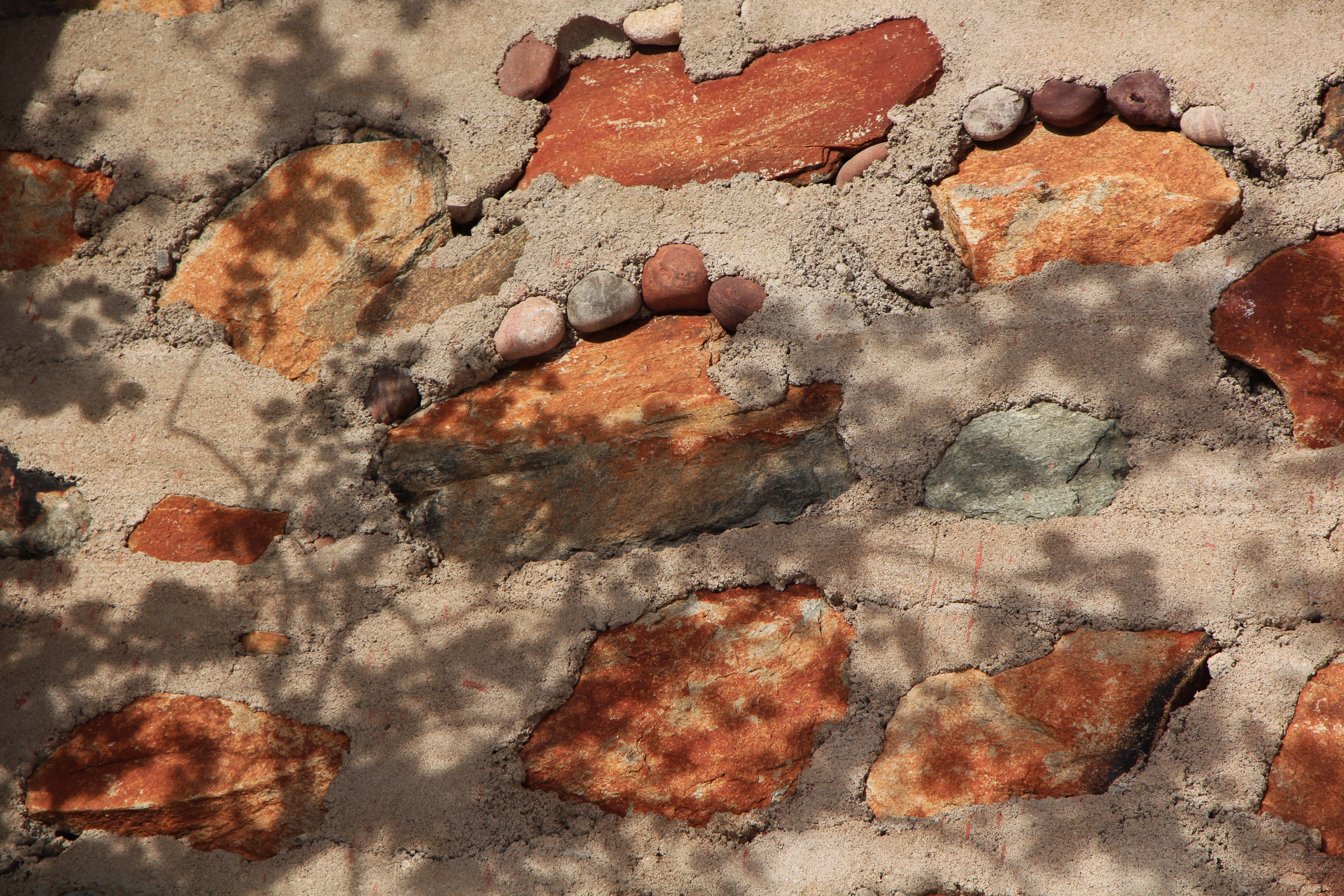
Albañilería del desierto

Respecto al desierto, Wright dijo: 

"Arizona necesita su propia arquitectura ... Las líneas largas, bajas y amplias de Arizona, los planos inclinados hacia arriba. Superficie modelada según la abstracción en línea y color que encuentra el 'realismo' en los patrones de la serpiente de cascabel, el monstruo de Gila y el saguaro, la cholla o el cuerno de ciervo. - o es al revés - son inspiración suficiente ".

Las paredes de la estructura están hechas de rocas locales del desierto, apiladas dentro de formas de madera, rellenas de hormigón, conocido coloquialmente como "mampostería del desierto". Wright siempre favoreció el uso de materiales fácilmente disponibles en lugar de aquellos que deben transportarse al sitio. En las propias palabras de Wright: "Había siluetas características simples para pasar, enormes derivas y montones de rocas del desierto quemadas por el sol estaban cerca para ser utilizadas. Lo juntamos todo con el paisaje... "  Las superficies planas de las rocas se colocaron hacia afuera y grandes rocas llenaron el espacio interior para que se pudiera conservar el concreto.

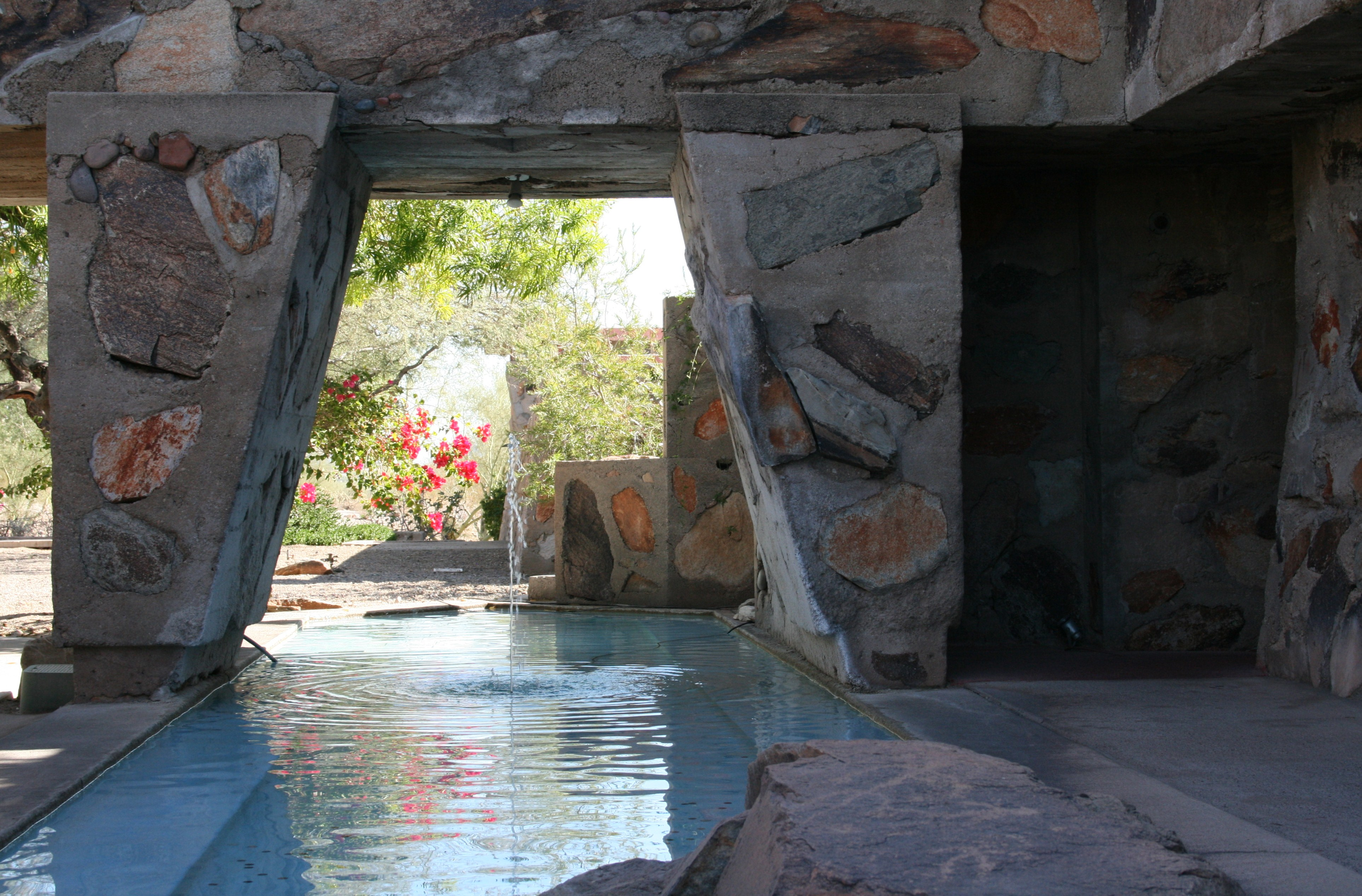
Piscina y fuente de Taliesin West

La luz natural también jugó un papel importante en el diseño. En la sala de dibujo, Wright usó un lienzo translúcido para actuar como techo (luego reemplazado por plástico debido al intenso desgaste del sol de Arizona). En el comedor orientado al sur, Wright no tomó las paredes de mampostería del piso al techo, y diseñó el techo para colgar más allá de las paredes evitando que los rayos solares no deseados penetren pero permitiendo que la luz horizontal pase a través de la habitación. Wright creía que la luz natural ayudaba al entorno de trabajo en el que tenían a sus aprendices, manteniendo el interior de su edificio en contacto con el entorno natural.
Cada parte de Taliesin West lleva el toque personal de Frank Lloyd Wright. A cada regreso, después de un verano en Wisconsin, Wright agarraba un martillo e inmediatamente atravesaba el complejo. Caminaba por cada habitación haciendo cambios o gritando órdenes a los aprendices que lo seguían de cerca con carretillas y herramientas. Cambió y mejoró constantemente su diseño, solucionando los problemas que surgían y abordando nuevas situaciones. A lo largo de los años, amplió el comedor, además de agregar el teatro cabaret, el pabellón de música y muchas otras salas. Todos los muebles y decoraciones fueron diseñados por Wright y la mayoría construidos por aprendices. Un aspecto brillante del diseño de Wright es el teatro de cabaret. Construido con seis lados, de la mezcla estándar de roca y hormigón, en una forma irregularmente hexagonal, el teatro proporciona a sus ocupantes lo que alguien ha llamado "95% de perfección acústica". Alguien sentado en la última fila puede escuchar el susurro más leve de un altavoz en el escenario.

### Controversia sobre las líneas eléctricas
La vista en Taliesin West fue fundamental para su éxito. En la década de 1940, Wright libró una batalla contra las líneas eléctricas aéreas por motivos estéticos. A fines de la década de 1940, cuando aparecieron líneas eléctricas a la vista de Taliesin West, Wright le escribió al presidente Harry S. Truman, exigiendo que fueran enterrados; era una batalla perdida. Entonces, después de considerar brevemente la reconstrucción en Tucson, "le dio la espalda al valle", moviendo la entrada a la parte trasera del edificio principal.

### Tumba de Wright
Después de su muerte en Phoenix el 9 de abril de 1959, Wright fue enterrado, de acuerdo con sus deseos, junto a la Capilla de la Unidad en el cementerio de Lloyd-Jones, cerca de Taliesin en Wisconsin. El último deseo de su tercera esposa, Olgivanna, era que Wright, ella y su hija de su primer matrimonio fueran incinerados y enterrados juntos en un jardín conmemorativo que se estaba construyendo en Taliesin West. Aunque Olgivanna no había tomado medidas legales para mover los restos de Wright y en contra de los deseos de otros miembros de la familia, así como de la legislatura de Wisconsin, en 1985, los restos de Wright fueron retirados de su tumba por miembros de Taliesin Fellowship, incinerados y enviados a Scottsdale, donde más tarde fueron enterrados en el jardín conmemorativo. La tumba original en Wisconsin, ahora vacía, todavía está marcada con el nombre de Wright.

## Legado

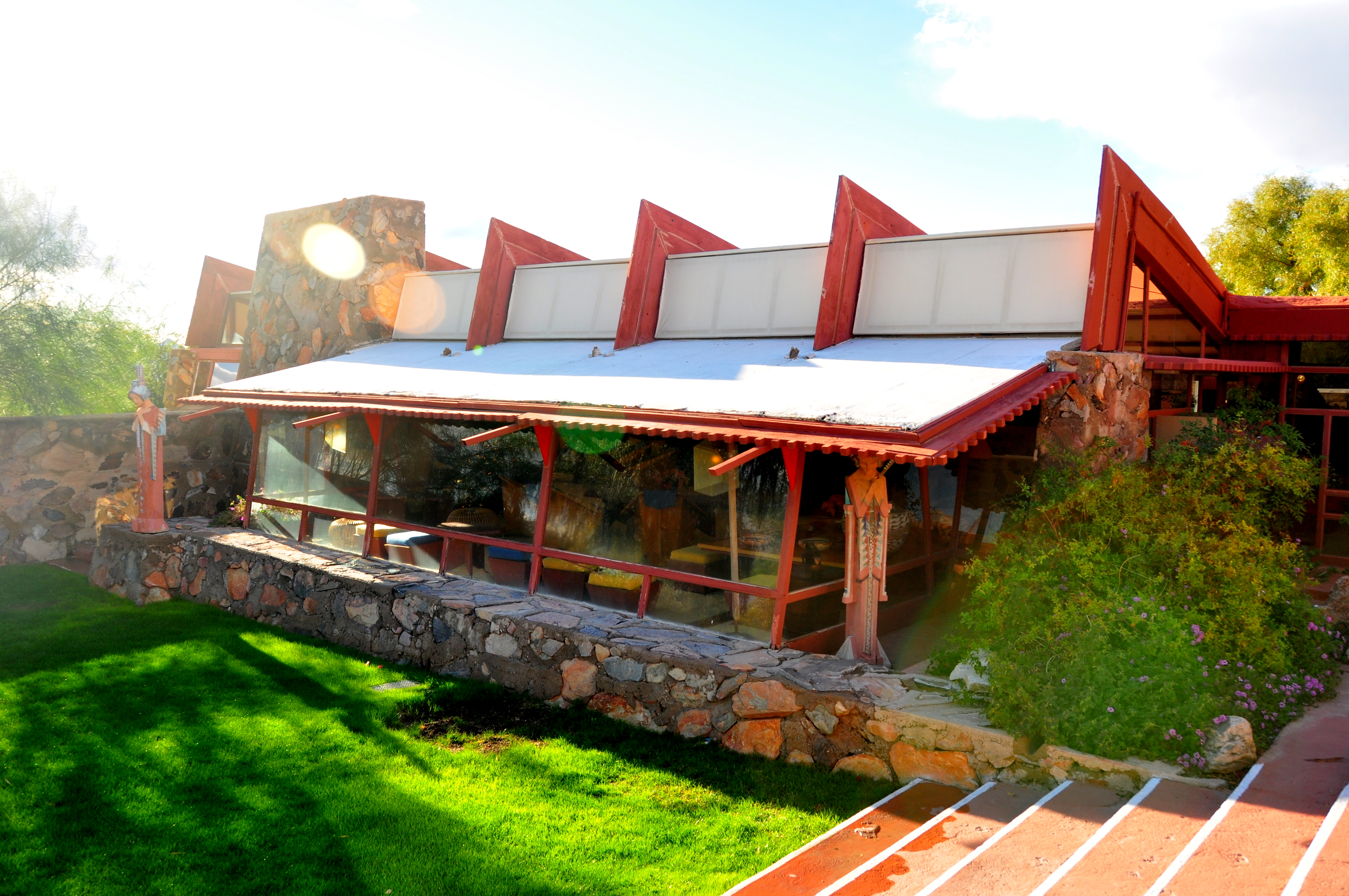
Exterior de la habitación del jardín

Durante su vida, Wright alteró y amplió continuamente el complejo de edificios, todos los cuales fueron construidos por estudiantes.
Muchos de los edificios más famosos de Wright fueron diseñados en la sala de dibujo en Taliesin West, incluido el Museo Guggenheim en la ciudad de Nueva York y el Auditorio Grady Gammage en la Universidad Estatal de Arizona en Tempe.
Taliesin West sigue siendo la sede de la Fundación Frank Lloyd Wright y la casa de invierno de la Escuela de Arquitectura de Taliesin. Como en la época de Wright, los estudiantes y profesores pasan los veranos en Spring Green, Wisconsin. La Escuela de Arquitectura de Taliesin ofrece un título acreditado de Maestría en Arquitectura (M.Arch) centrado en los principios de Wright.
La estructura fue agregada al Registro Nacional de Lugares Históricos el 12 de febrero de 1974, y fue designada como Monumento Histórico Nacional el 20 de mayo de 1982.
En 2008, el Servicio de Parques Nacionales de EE. UU. Presentó a Taliesin West, junto con otras nueve propiedades de Frank Lloyd Wright, a una lista tentativa de Patrimonio Mundial. Los 10 sitios se han presentado como un solo sitio. El comunicado de prensa del 22 de enero de 2008 del sitio web del Servicio de Parques Nacionales que anuncia las nominaciones establece que "La preparación de una Lista Indicativa es un primer paso necesario en el proceso de nominación de un sitio para la Lista del Patrimonio Mundial". Después de las propuestas revisadas, Taliesin West y otras siete propiedades se inscribieron en la Lista del Patrimonio Mundial bajo el título " La arquitectura del siglo XX de Frank Lloyd Wright " en julio de 2019.